# Neureclipsis kyotoensis
Neureclipsis kyotoensis är en nattsländeart som beskrevs av Iwata 1927. Neureclipsis kyotoensis ingår i släktet Neureclipsis och familjen fångstnätnattsländor. Inga underarter finns listade i Catalogue of Life.